# Rauch & Lang Taxicab
Rauch & Lang Taxicab, auch R & L Taxicab genannt, ist ein Taxi. Es wurde unter den Marken Rauch & Lang und R & L angeboten. Hersteller war Rauch & Lang Inc. aus den USA.

## Beschreibung
Das Modell wurde im Sommer 1922 eingeführt.
Eine Ausführung hat einen Ottomotor. Der Vierzylindermotor stammt von Buda. 3,75 Zoll (95,25 mm) Bohrung und 5,125 Zoll (130,175 mm) Hub ergeben 3710 cm³ Hubraum. Er ist mit 22,5 PS nach der A.L.A.M.-Formel eingestuft. Die tatsächliche Motorleistung ist nicht angegeben. Er ist vorn im Fahrgestell eingebaut und treibt über ein Dreiganggetriebe die Hinterachse an. Der Radstand beträgt 2845 mm und das Leergewicht 1451 kg. Erhältlich waren Limousine für 2350 US-Dollar und Landaulet für 2475 Dollar.
Die zweite Variante ist ein Elektroauto. Ein Elektromotor unbekannter Stärke treibt das Fahrzeug an. Der Radstand beträgt nur 2591 mm. Es ist ein Preis von 2750 Dollar überliefert, der sich vermutlich auf die Limousine bezieht. Auch das Landaulet wurde angeboten.
1927 oder 1928 endete die Produktion. Die einzige bekannte Stückzahl lautet 300 Taxis mit Benzinmotor im Jahr 1923.